# Річард Тетлі Глейзбрук
Рі́чард Те́тлі Глейзбрук (англ. Richard Tetley Glazebrook; 18 вересня 1854, Ліверпуль, Велика Британія — 15 грудня 1935, Лімпсфілд, Суррей, Велика Британія) — англійський фізик-експериментатор, професор, член Лондонського королівського товариства (1882). Президент Лондонського товариства фізиків (1903—1905).

## Життєпис
Син хірурга. Навчався до 1870 року в Далідж-коледжі, потім у 1870—1872 роках в Ліверпульському коледжі. До 1876 року вивчав математику в Триніті-коледжі (Кембридж).
У 1876—1880 роках вивчав фізику у Джеймса Максвелла та Лорда Релея у новій Кавендіській лабораторії, а в 1880 році був призначений демонстратором у лабораторії.
Наступного року його уже було призначено викладачем математики та фізики Триніті-коледжу та лектором математики у Кембриджському університеті.
Його дослідження того періоду були зосереджені на розробленні електричних стандартів та аеронавтиці. Визначаючи електричні стандарти для одиниці опору, Британська наукова асоціація робила спроби визначити, якої довжини має бути стовпчик ртуті, щоб виразити абсолютне значення одиниці електричного опору Ом. У ці роки було отримано декілька різних значень, і Глейзбрук визначив точно це значення у 106,3 см. Незважаючи на скептицизм щодо меркуріальних стандартів, це мало міжнародне значення й було прийняте пізніше конференцією з Міжнародної системи електричних та магнітних одиниць у 1893 році.
У 1898 році Глейзбрук був призначений директором Ліверпульського університету.
З моменту заснування Національної фізичної лабораторії у Теддінгтоні у 1899 році він — перший її директор. Під час Першої світової війни очолював Консультативний комітет з аеронавтики, що входив до структури Національної фізичної лабораторії, президентом, якої тоді був Лорд Релей.
Після виходу на пенсію повернувся до університету Кембриджу, де був редактором Словника з прикладної фізики (англ. Dictionary of Applied Physics). З 1920 до 1923 — професор і директор Департаменту аеронавтики Імперського коледжу в Лондоні. Залишався членом Генеральної ради Національної фізичної лабораторії Великої Британії й очолював її Виконавчий комітет з 1925 до 1932 року.

## Наукова діяльність
Дослідження, проведені Р. Т. Глейзбруком, стосувались оптики, термометрії, електричних вимірювань, визначення фундаментальних фізичних констант. Він також провів важливі дослідження в галузі аеронавтики.
Винайшов поляризаційну призму з кристалу ісландського шпату, що знайшла застосування як поляризатор або аналізатор в поляризаційних приладах (призма Глейзбрука). Разом з Дж. Максвеллом досліджував поширення хвиль у двовісних кристалах.
У 1883 році розробив теорію увігнутої дифракційної ґратки.
Був президентом низки наукових товариств. Глейзбрук обіймав посаду віце-президента Лондонського королівського товариства у 1919—1920 та 1924—1928 роках, а також, секретаря його зарубіжної секції (1926—1929).

## Вибрані праці
- A dictionary of applied physics (5 vols.) edited by Richard Glazebrook I. Mechanics, engineering, heat; II. Electricity; III. Meteorology, metrology; IV. Light, sound, radiology, aeronautics, metallurgy. General Index (London: Macmillan, 1922—1923)
- Mechanics Dynamics (Cambridge University Press, 1911)
- Mechanics Hydrostatics (Cambridge University Press, 1916)
- Physical optics (London, New York: Longmans, Green, 1886)
- Laws and properties of matter (London, K. Paul, Trench, Trübner & co., ltd., 1893)
- Heat: an elementary text-book, theoretical and practical, for colleges and schools (Cambridge University Press, 1894)
- Light, an elementary text-book, theoretical and practical (Cambridge University Press, 1912)
- Electricity and magnetism. An elementary text-book, theoretical and practical (Cambridge University Press, 1903)
- Practical physics (London, Longmans, 1889)
- James Clerk Maxwell and modern physics (New York: Macmillan, 1896)
- Science And Industry The Rede Lecture 1917 (Cambridge University Press)

## Нагороди
- Компаньйон Ордену Лазні (1910)
- Лицар-бакалавр (1917)
- Лицар-командор Ордену Лазні (1920)
- Лицар-командор Королівського Вікторіанського ордену (1934)
- Медаль Г'юза (1909)
- Медаль Альберта (Королівське товариство мистецтв) (1918)
- Королівська медаль (1931)
- Золота медаль Королівського аеронавігаційного товариства (1933)

На честь науковця британським Інститутом фізики засновано Медаль Глейзбрука за досягнення в галузі фізики.